# Cidariophanes canopus
Cidariophanes canopus là một loài bướm đêm trong họ Geometridae.